# 433 до н. е.

## Події
- у Римі консулярні трибуни Марк Фабій Вібулан, Луцій Сергій Фіденат та Марк Фослій Флакцінатор
- 87 олімпіада, рік перший
- Керкіро-афінська епімахія;  безрезультатна битва зведеного керкіро-афінського флоту та флоту Корінфу біля Сиботських островів (Битва біля Левкімма)